# 10 Upper Bank Street
Le 10 Upper Bank Street est un gratte-ciel du quartier de Canary Wharf, à Londres.
Le bâtiment fut conçu par le cabinet d'architectes Kohn Pedersen Fox et construit en 2003 par Canary Wharf Contractors. Il mesure 151 mètres et comporte 32 étages. La majorité du bâtîment est occupée par Clifford Chance.